# Hans Engelhardt (Richter)
Hans Engelhardt ist ein deutscher Diplom-Ingenieur und ehemaliger Richter am Bundespatentgericht.

## Werdegang
Engelhardt schloss sein Studium als Diplom-Ingenieur ab. Er war ab 1983 Vorsitzender Richter am Bundespatentgericht in München und ab Mai 1987 dessen Vizepräsident. Auf eigenen Antrag hin wurde er am 31. Mai 1991 in den Ruhestand versetzt.